# Jungledyret Hugo 2 - den store filmhelt
Jungledyret Hugo 2 - den store filmhelt er en dansk animationsfilm fra 1996, der er instrueret af Flemming Quist Møller, Jørgen Lerdam og Stefan Fjeldmark efter manuskript af Møller. Filmen er en efterfølger til Jungledyret Hugo fra 1993. Filmen blev efterfulgt af Jungledyret Hugo 3 - fræk, flabet og fri i 2007.

## Handling
Rævepigen Rita sidder uden for rævegraven og længes efter Hugo, der hjemme i junglen længes efter Rita. Imens smedes der skumle planer: Mangemilliardæren Conrad har ikke opgivet at tjene endnu flere penge ved at producere storfilmen Skønheden og Kæledyret med Hugo i rollen som kæledyret. Alt er klar til optagelse, kun det supersjældne jungledyr Hugo mangler.

## Stemmer
- Jesper Klein - Hugo (talestemme)
- Mek Pek - Hugo (sangstemme)
- Kaya Brüel - Rita
- Flemming Quist Møller - Conrad Cupmann
- Louise Fribo - Miss Sensuella
- Ole Fick - Dr. Sturmdrang
- Søs Egelind - Zik og Zak
- Helle Ryslinge - Ritas mor
- Benny Hansen - Gris

## Yderligere stemmer
- Anton Quist Møller
- Ditte Gråbøl
- Gustav Magic-Nullermand
- Kirsten Lehfeldt
- Tatianna S. Gloerfeldt-Tarp
- William Savarese

## Kor
- Marie Carmen Koppel
- Bobo Moreno